# Cine Romero
El Cine Romero va ser una sala d'exhibició cinematogràfica ubicada al carrer Romanins, 91 (actual, carrer Doctor Martí i Julià) del barri de La Torrassa de L'Hospitalet de Llobregat. Va ser propietat de Vicenç Tarrazón i Josep Balañà Espinós, dos socis amb experiència prèvia en negocis d'escorxadors i carnisseries, el segon dels quals era germà de Pedro Balañá Espinós, veí del barri de Sants, que en les següents dècades en convertiria en propietari d'un gran nombre de cinemes, places de toros i altres negocis dedicats a l'espectacle.
El Cine Romero va ser construït durant l'any 1931. El projecte, sorgit de l'estudi d'arquitectura dels germans Ramon i Antoni Puig i Gairalt va ser aprovat al març de 1931 i es va construir a la cantonada dels carrers Romanins i Montseny, on Vicenç Tarrazón havia tingut ubicat l'escorxador del seu antic negoci de carnisseria. El vistiplau del Govern Civil i de l'Ajuntament, no arribà fins al novembre de 1931. Mesos després, la sala va ser inaugurada amb la pel·lícula El presidio de Juan de Alanda.
L'aforament aproximat de la sala era d'unes 740 butaques de platea i unes 250 més d'amfiteatre.
A més de les projeccions de pel·lícules, al Cine Romero se celebraven altres tipus d'espectacles folklòrics i fins i tot es va celebrar una temporada de combats de boxa. També va ser l'escenari de mítings polítics on figures rellevants de l'anarco-sindicalisme, com Frederica Montseny o Francisco Ascaso, van participar.
El juliol del 1936, i en resposta a l'alçament militar que va iniciar la guerra civil, el Cine Romero va ser col·lectivitzat com la resta de sales del barri i la ciutat.
Un cop acabada la guerra civil, el Cine Romero va romandre obert. La crisi econòmica dels primers anys de postguerra i les dificultats per importar films estrangers, van convertir a metratges nacionals com Carmen, la de Triana, Morena Clara o La dolorosa, en els protagonistes de la sala.
Durant l'any 1969 es van realitzar diverses actuacions sobre l'edifici per tal de modernitzar-lo i millorar-ne el confort de la clientela. Es va canviar la decoració, es va restaurar la façana, les grades de fusta es van substituir per altres d'obra i les cadires van ser substituïdes per butaques molt més còmodes.

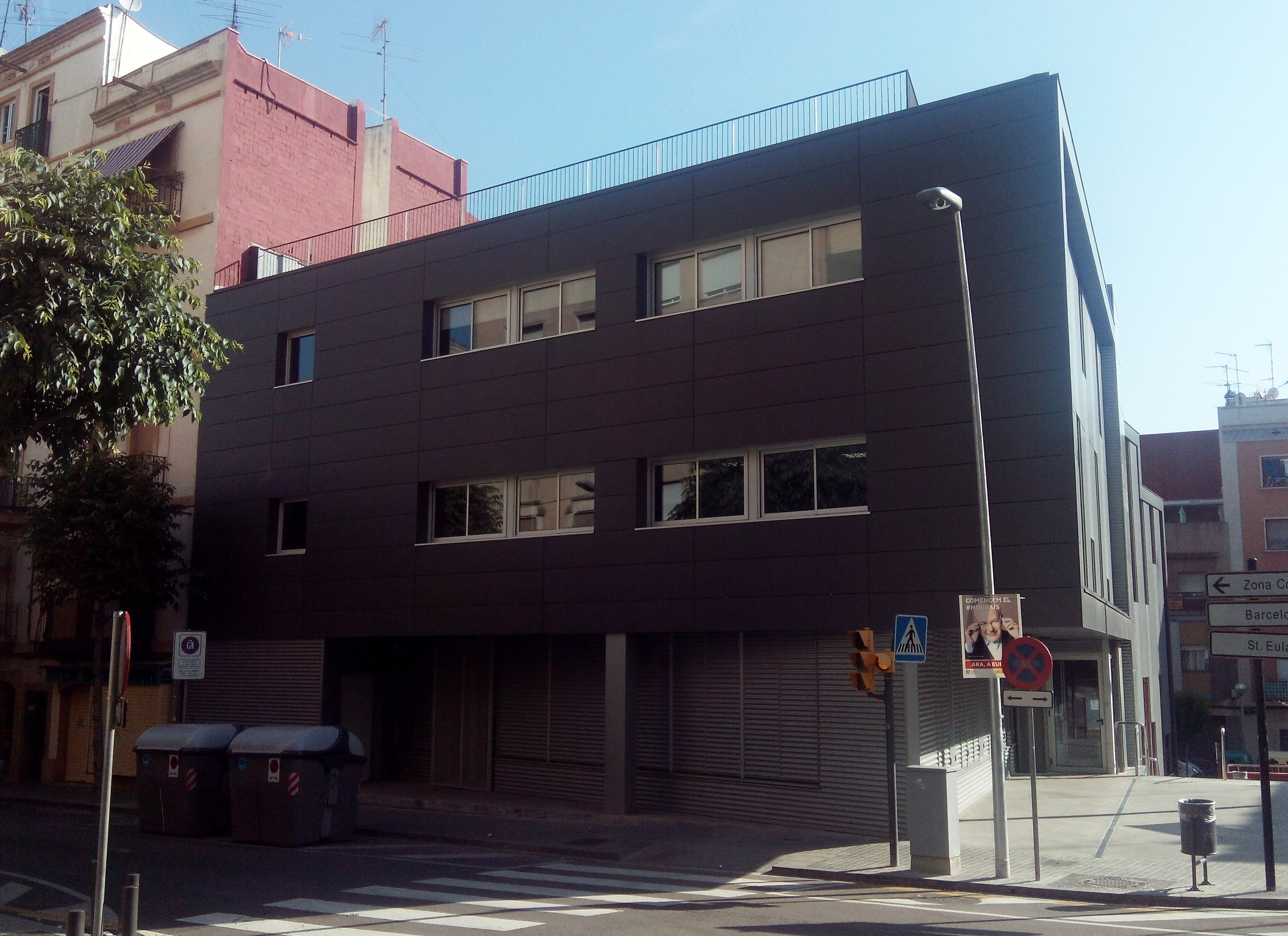
Actual equipament per a infants i joves del barri de la Torrassa.

Dotze anys més tard, l'any 1981, la crisi va obligar a tancar el Cine Romero. En la seva darrera programació es van projectar les pel·lícules La leyenda de Billy Doolin i La isla de los hombres peces.
Després d'uns anys tancat sense cap ús, Vicenç Tarrazón va vendre l'edifici a una promotora immobiliària. Els nous propietaris van convertir l'interior de l'edifici en un aparcament amb entrada pel carrer Rosselló, tot respectant la seva estructura original.
L'any 2011 varen començar les obres de rehabilitació de l'antic Cine Romero, ara propietat de la Societat Municipal L'H 2010. Aquest edifici acull actualment l'Espai Jove la Claqueta gestionat per l'Associació Educativa Itaca, un espai destinat a joves de 12 a 21 anys que promou l'oci alternatiu no consumista. En l'actualitat l'equipament és una de les seus socials de l'Associació Educativa Itaca, entitat d'educació en el lleure, acció social i comunitària del barri Collblanc-La Torrassa i de la Ciutat de L'Hospitalet de Llobregat. Dintre de l'edifici l'Associació gestiona el Centre Obert municipal, el projecte CLAU per infants de 3 a 12 anys, el programa INSERJOVE per joves de 16 a 30 anys o el projecte d'investigació ICI de l'Obra Social La Caixa entre d'altres.
La intervenció, d'un cost aproximat de 4 milions d'euros, es va finalitzar l'any 2014. La inauguració del nou espai va tenir lloc en una jornada de portes obertes el dia 29 de març de 2014.